# Tomasz Wieciech
Tomasz Wieciech (ur. 1981) – polski politolog, doktor habilitowany nauk społecznych, profesor uczelni Uniwersytetu Jagiellońskiego. Wykładowca w Instytucie Nauk Politycznych i Stosunków Międzynarodowych UJ.

## Kariera naukowa
W 2004 r. ukończył na UJ studia magisterskie w zakresie politologii. 25 września 2007 r. uzyskał na Wydziale Studiów Międzynarodowych i Politycznych UJ stopień doktora nauk humanistycznych w dyscyplinie nauk o polityce na podstawie pracy Zasady ustroju federalnego w wybranych państwach anglosaskich, której promotorem był Andrzej Zięba. 16 czerwca 2015 r. uzyskał habilitację na tym samym wydziale i w tej samej dyscyplinie na podstawie dorobku naukowego oraz rozprawy Anglosaska formuła politycznego konstytucjonalizmu.
W macierzystym instytucie jest członkiem zespołu Katedry Współczesnych Systemów Politycznych i Partyjnych.